# Cayucos
Cayucos és una població dels Estats Units a l'estat de Califòrnia. Segons el cens del 2000 tenia 2.943 habitants.

## Demografia
Segons el cens del 2000, Cayucos tenia 2.943 habitants, 1.405 habitatges, i 809 famílies. La densitat de població era de 368,9 habitants per km².
Dels 1.405 habitatges en un 19,6% hi vivien nens de menys de 18 anys, en un 46,4% hi vivien parelles casades, en un 7,5% dones solteres, i en un 42,4% no eren unitats familiars. En el 33,6% dels habitatges hi vivien persones soles el 13,2% de les quals corresponia a persones de 65 anys o més que vivien soles. El nombre mitjà de persones vivint en cada habitatge era de 2,08 i el nombre mitjà de persones que vivien en cada família era de 2,62.
Per edats la població es repartia de la següent manera: un 16,8% tenia menys de 18 anys, un 6,5% entre 18 i 24, un 24,4% entre 25 i 44, un 28,7% de 45 a 60 i un 23,5% 65 anys o més.
L'edat mediana era de 46 anys. Per cada 100 dones de 18 o més anys hi havia 91,1 homes.
La renda mediana per habitatge era de 42.841 $ i la renda mediana per família de 53.594 $. Els homes tenien una renda mediana de 35.333 $ mentre que les dones 31.359 $. La renda per capita de la població era de 26.525 $. Entorn del 2,4% de les famílies i el 8,2% de la població estaven per davall del llindar de pobresa.

## Poblacions més properes
El següent diagrama mostra les poblacions més properes.